# Villemanoche
Villemanoche és un municipi francès, situat al departament del Yonne i a la regió de Borgonya - Franc Comtat. L'any 2007 tenia 611 habitants.

## Demografia

### Població
El 2007 la població de fet de Villemanoche era de 611 persones. Hi havia 256 famílies, de les quals 68 eren unipersonals (24 homes vivint sols i 44 dones vivint soles), 88 parelles sense fills, 84 parelles amb fills i 16 famílies monoparentals amb fills.
La població ha evolucionat segons el següent gràfic:
Habitants censats

### Habitatges
El 2007 hi havia 320 habitatges, 258 eren l'habitatge principal de la família, 45 eren segones residències i 17 estaven desocupats. 304 eren cases i 14 eren apartaments. Dels 258 habitatges principals, 226 estaven ocupats pels seus propietaris, 27 estaven llogats i ocupats pels llogaters i 5 estaven cedits a títol gratuït; 8 tenien una cambra, 20 en tenien dues, 56 en tenien tres, 75 en tenien quatre i 99 en tenien cinc o més. 182 habitatges disposaven pel capbaix d'una plaça de pàrquing. A 126 habitatges hi havia un automòbil i a 110 n'hi havia dos o més.

### Piràmide de població
La piràmide de població per edats i sexe el 2009 era:
| Homes | Edats   | Dones |
| ----- | ------- | ----- |
| 0     | 95 o +  | 4     |
| 0     | 90 a 94 | 8     |
| 0     | 85 a 89 | 12    |
| 8     | 80 a 84 | 0     |
| 8     | 75 a 79 | 8     |
| 8     | 70 a 74 | 4     |
| 25    | 65 a 69 | 20    |
| 16    | 60 a 64 | 24    |
| 20    | 55 a 59 | 16    |
| 12    | 50 a 54 | 13    |
| 28    | 45 a 49 | 20    |
| 44    | 40 a 44 | 24    |
| 28    | 35 a 39 | 12    |
| 12    | 30 a 34 | 16    |
| 24    | 25 a 29 | 8     |
| 8     | 20 a 24 | 8     |
| 16    | 15 a 19 | 16    |
| 16    | 10 a 14 | 28    |
| 16    | 5 a 9   | 16    |
| 16    | 0 a 4   | 8     |

## Economia
El 2007 la població en edat de treballar era de 396 persones, 287 eren actives i 109 eren inactives. De les 287 persones actives 267 estaven ocupades (158 homes i 109 dones) i 20 estaven aturades (5 homes i 15 dones). De les 109 persones inactives 36 estaven jubilades, 36 estaven estudiant i 37 estaven classificades com a «altres inactius».

### Ingressos
El 2009 a Villemanoche hi havia 248 unitats fiscals que integraven 586 persones, la mediana anual d'ingressos fiscals per persona era de 17.898 €.

### Activitats econòmiques
Dels 9 establiments que hi havia el 2007, 1 era d'una empresa extractiva, 2 d'empreses de construcció, 3 d'empreses de comerç i reparació d'automòbils, 1 d'una empresa de transport, 1 d'una entitat de l'administració pública i 1 d'una empresa classificada com a «altres activitats de serveis».
Dels 3 establiments de servei als particulars que hi havia el 2009, 2 eren electricistes i 1 perruqueria.
L'any 2000 a Villemanoche hi havia 5 explotacions agrícoles.

## Equipaments sanitaris i escolars
El 2009 hi havia una escola elemental.

## Poblacions més properes
El següent diagrama mostra les poblacions més properes.